# Karl Gottfried Hugelmann
Karl Gottfried Hugelmann (* 26. September 1879 in Wien; † 1. Oktober 1959 in Göttingen) war ein österreichisch-deutscher Rechtswissenschaftler und Universitätsprofessor katholisch-nationaler Richtung.

## Leben
Hugelmann war der Sohn des Juristen und Statistikers Karl Heinrich Hugelmann. Er maturierte 1899 am Schottengymnasium in Wien, studierte Rechtswissenschaften an der Universität Wien und der Universität Tübingen. 1905 promovierte er in Wien zum Doktor der Rechtswissenschaften. Anschließend trat er in den Gerichtsdienst ein. Daneben war er wissenschaftlich und politisch aktiv. Ab 1918 war er als Ministerialsekretär im Bundesministerium für soziale Verwaltung bis 1924 tätig, 1924 wurde er Professor für Deutsche Rechts- und Verfassungsgeschichte, Staatsrecht und Kirchenrecht an der Universität Wien, weiter Senator der rechts- und staatswissenschaftlichen Fakultät der Universität Wien 1925–1926 und Dekan der rechts- und staatswissenschaftlichen Fakultät der Universität Wien 1926–1927. 1921 bis 1932 war er als Mitglied der Christlichsozialen Fraktion Mitglied des Bundesrates. Hierbei war Hugelmann von dem 14. Dezember 1923 bis zum 3. Juni 1932 der stellvertretende Vorsitzende des Bundesrates. 1932 trat er aus der Christlich-Sozialen Partei, zu deren katholisch-nationalen Flügel er gehört hatte, aus.

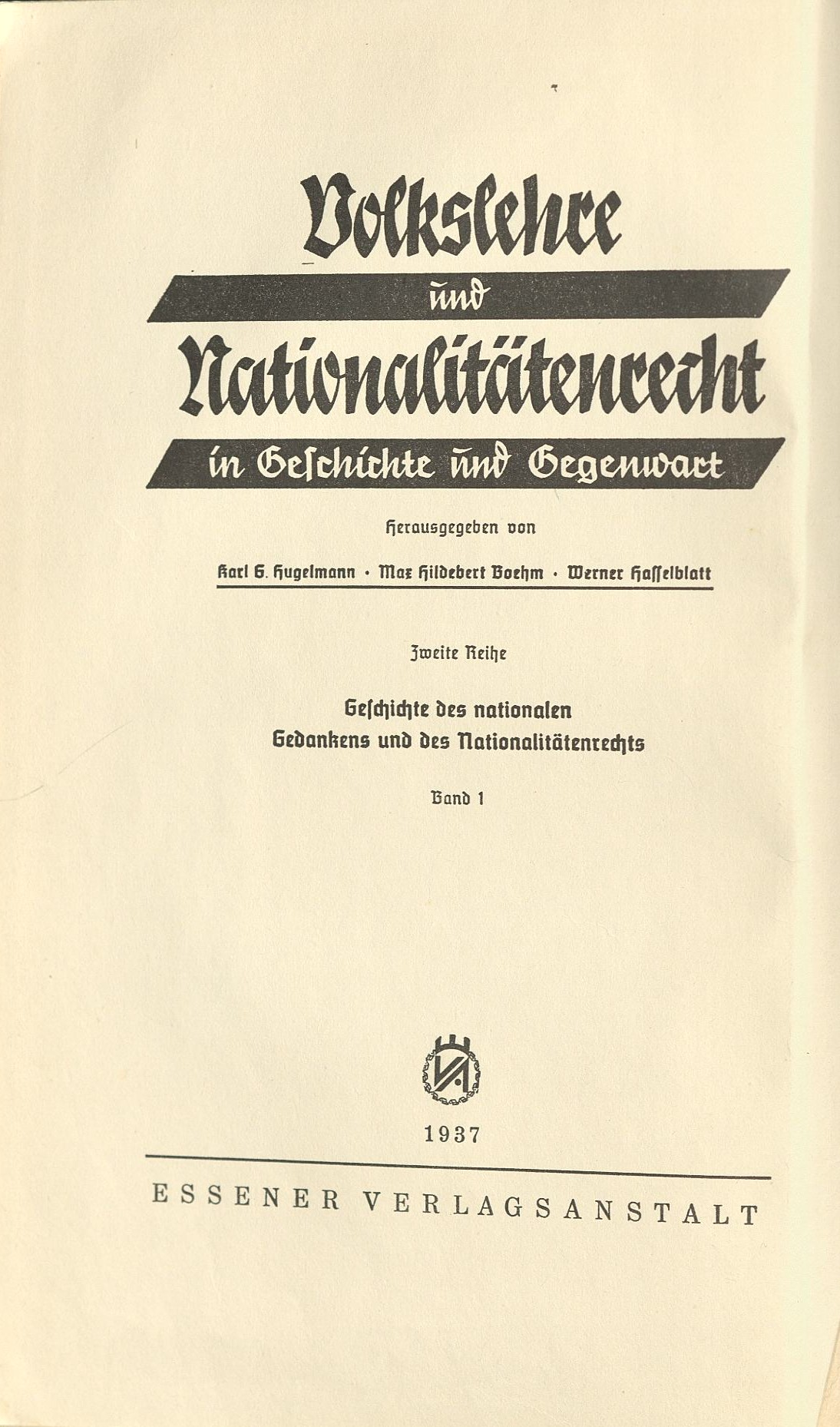
Mitherausgeber

1934 wurde Hugelmann, der immer großdeutsch dachte, nach der Ermordung des Bundeskanzlers Engelbert Dollfuß durch die Nationalsozialisten als Befürworter des Anschlusses an das nationalsozialistische Deutsche Reich für neun Wochen inhaftiert und dann als Beamter in den Ruhestand versetzt. Hugelmann ging daraufhin  nach Deutschland und erhielt im November 1934 – gegen den Willen der Juristischen Fakultät – einen Ruf an die Universität Münster, deren Rektor Hugelmann von April 1935 bis März 1937 war. 1944 wurde Hugelmann zum korrespondierenden Mitglied der Wiener Akademie der Wissenschaften ernannt. Hugelmann zog nach seiner Emeritierung in Münster 1944 nach Göttingen und hatte dort an der Universität noch bis 1947 einen Lehrauftrag.
Seine Forschungsarbeit während der Zeit des Nationalsozialismus wird heute derartig eingeschätzt, dass er von einem großdeutschen Nationalsozialismus ausging und seine rechtshistorischen Untersuchungen zunehmend eine rechtstheoretische Legitimation des NS-Staates wurden. So rechtfertigte er die Annexion Tschechiens als „Protektorat Böhmen und Mähren“ als vom Reichsbegriff her berechtigt, sinnvoll und einleuchtend oder sprach sich für „ethnische Flurbereinigungen“ aus.
Hugelmann war seit 1902 Mitglied der katholischen Studentenverbindung KÖStV Austria Wien und wurde später noch Mitglied der KHV Welfia Klosterneuburg, der KÖStV Rudolfina Wien und der KÖHV Nordgau Wien. Aufgrund seiner Tätigkeit als Anschlusspolitiker wurde er von diesen 1933 ausgeschlossen.
Hugelmann war als Student in Tübingen aktives Mitglied der katholischen Studentenverbindung KStV Alamannia Tübingen im KV geworden, später auch noch Ehrenphilister der KV-Verbindungen Deutschmeister Wien, Greifenstein Wien und KStV Winfridia Göttingen. Hugelmann wurde am 1. April 1935 der letzte Leiter der Altherrenschaft des KV bis zu dessen Zwangsauflösung im November 1935.
Nach Ende des Zweiten Weltkrieges wurde Hugelmann, der nicht Mitglied der NSDAP geworden war aber zumindest nach 1933 eindeutig die Ziele des Nationalsozialismus befürwortete, im Entnazifizierungsverfahren als „Entlasteter“ eingestuft. 1947 wurde er emeritiert. Seine Schriften Volk und Staat im Wandel deutschen Schicksals (Essener Verlagsanstalt, Essen 1940) und Die Eingliederung des Sudetenlandes (Hanseatische Verlagsanstalt, Hamburg 1941) wurden in der Sowjetischen Besatzungszone auf die Liste der auszusondernden Literatur gesetzt.

## Ehrungen
1940 wurde Hugelmann Ehrensenator der Universität Wien. 1959 wurde ihm zu Ehren eine Festschrift herausgegeben.

## Schriften (Auswahl)
- Die deutsche Königswahl im corpus iuris canonici (= Untersuchungen zur deutschen Staats- und Rechtsgeschichte, Heft 98). Neudruck der Ausgabe Breslau 1909, Scientia-Verlag, Aalen 1966.
- Die Wahl Konrads IV. zu Wien im Jahre 1237. Böhlau, Weimar 1914.
- Studien zum Recht der Nationalitäten im deutschen Mittelalter. In: Historisches Jahrbuch, Band 47 (1927), S. 276–296 u. Band 48 (1928), S. 566–585.
- Die österreichischen Landtage im Jahre 1848. 3 Teile. Hölder-Pichler-Tempsky, Wien 1929/1938/1940.
- Die deutsche Nation und der deutsche Nationalstaat im Mittelalter. In: Historisches Jahrbuch, Band 51 (1931), S. 1–29.
- (Hrsg.): Das Nationalitätenrecht des alten Österreich. Braumüller, Wien 1934.
- Volk und Staat im Wandel des deutschen Schicksals. Essener Verlagsanstalt, Essen 1940.
- Die Eingliederung des Sudetenlandes. Hanseatische Verlagsanstalt, Hamburg 1941.
- Stämme, Nation und Nationalstaat im deutschen Mittelalter. Kohlhammer, Stuttgart 1955.

Festschrift
- Wilhelm Wegener (Hrsg.): Festschrift für Karl Gottfried Hugelmann zum 80. Geburtstag am 26. September 1959 dargebracht von Freunden, Kollegen und Schülern. 2 Bände. Scientia Verlag, Aalen 1959.